# Барком, Дональд
До́нальд Фре́нсис «Дон» Ба́рком (англ. Donald Francis "Don" Barcome Jr.; род. 19 апреля 1958, Грин-Бей, Висконсин) — американский кёрлингист.
Участник Зимних Олимпийских игр 2002 (как запасной, команда США заняла седьмое место). Чемпион США среди мужчин (1999), чемпион мира среди юниоров (1979).
Играл в основном на позиции четвёртого, много сезонов был скипом команды.

## Достижения
- Чемпионат США по кёрлингу среди мужчин: золото (1999).
- Чемпионат мира по кёрлингу среди юниоров: золото (1979).
- Чемпионат США по кёрлингу среди юниоров: золото (1979).
- Призы на чемпионате мира среди юниоров:
  - за спортивное мастерство (WJCC Sportsmanship Award): 1977.
  - скип «команды всех звёзд» (All-Star Team): 1977.

## Команды
| Сезон   | Четвёртый     | Третий          | Второй         | Первый        | Запасной Тренер                    | Турниры                         |
| ------- | ------------- | --------------- | -------------- | ------------- | ---------------------------------- | ------------------------------- |
| 1975—76 | Дон Барком    | Dale Mueller    | Earl Barcome   | Gary Mueller  |                                    | ЧСШАЮ 1976 · ЧМЮ 1976 (6 место) |
| 1976—77 | Дон Барком    | Dale Mueller    | Gary Mueller   | Earl Barcome  |                                    | ЧСШАЮ 1977 · ЧМЮ 1977           |
| 1978—79 | Дон Барком    | Рэнди Дарлинг   | Bobby Stalker  | Earl Barcome  |                                    | ЧСШАЮ 1979 · ЧМЮ 1979           |
| 1988—89 | Дон Барком    | ?               | ?              | ?             |                                    | ЧСШАМ 1989 (??? место)          |
| 1989—90 | Дон Барком    | ?               | ?              | ?             |                                    | ЧСШАМ 1990 (??? место)          |
| 1991—92 | Дон Барком    | ?               | ?              | ?             |                                    | ЧСШАМ 1992 (??? место)          |
| 1992—93 | Дон Барком    | ?               | ?              | ?             |                                    | ЧСШАМ 1993 (??? место)          |
| 1994—95 | Дон Барком    | ?               | ?              | ?             |                                    | ЧСШАМ 1995 (??? место)          |
| 1995—96 | Дон Барком    | ?               | ?              | ?             |                                    | ЧСШАМ 1996 (??? место)          |
| 1995—96 | Тим Сомервилл | Майк Шнеебергер | Майлс Брандидж | Джон Гордон   | Дон Барком                         | ЧМ 1996 (7 место)               |
| 1996—97 | Дон Барком    | Марк Халупцок   | Тим Джонсон    | Earl Barcome  |                                    |                                 |
| 1997—98 | Дон Барком    | ?               | ?              | ?             |                                    | ЧСШАМ 1998 (??? место)          |
| 1998—99 | Тим Сомервилл | Дональд Барком  | Майлс Брандидж | Джон Гордон   | Марк Халупцок (ЧМ) Бад Сомервилл   | ЧСША 1999 · ЧМ 1999 (4 место)   |
| 1999—00 | Дон Барком    | Марк Халупцок   | Tim Kreklau    | Тим Джонсон   | Рэнди Дарлинг                      | ЧСШАМ 2000                      |
| 2000—01 | Дон Барком    | Марк Халупцок   | Tim Kreklau    | Рэнди Дарлинг | Тим Джонсон                        | ЧСШАМ 2001 (8 место)            |
| 2001—02 | Дон Барком    | Марк Халупцок   | Tim Kreklau    | Kelby Smith   | Рэнди Дарлинг                      | ЧСШАМ 2002 (SF)                 |
| 2001—02 | Тим Сомервилл | Майк Шнеебергер | Майлс Брандидж | Джон Гордон   | Дональд Барком (ЗОИ) Бад Сомервилл | ЗОИ 2002 (7 место)              |
| 2002—03 | Дон Барком    | Рэнди Дарлинг   | Kelby Smith    | Kurt Disher   | Tim Kreklau                        | ЧСШАМ 2003 (10 место)           |
| 2003—04 | Matt Stevens  | Дон Барком      | Cody Stevens   | Марк Халупцок |                                    |                                 |
| 2004—05 | Дон Барком    | Mark Cheatley   | Рэнди Дарлинг  | Tim Kreklau   | Kurt Disher                        | [ 9 ]                           |
| 2005—06 | Дон Барком    | Марк Халупцок   | Quentin Way    | Rick Lazar    |                                    | ЧСША 2006 (8 место)             |
| 2006—07 | Крейг Браун   | Дон Барком      | Джон Данлоп    | David Brown   |                                    | ЧСША 2007 (4 место)             |

(скипы выделены полужирным шрифтом)

## Частная жизнь
Из семьи спортсменов (в т.ч. и кёрлингистов): его отец Дональд Барком старший (англ. Donald Barcome Sr.) сам занимался кёрлингом и пропагандировал его распространение в США, в 1988—1990 был Президентом Международной федерации кёрлинга (англ. International Curling Federation), затем преобразованной во Всемирную федерацию кёрлинга), скончался в 2008. Брат Дональда Эрл (англ. Earl Barcome) также кёрлингист, братья вместе выиграли три чемпионата США среди юниоров и юниорский чемпионат мира в 1979.
Женат, женился прямо во время проведения Зимних Олимпийских игр 2002, в которых участвовал.
Закончил университет Northern Arizona University.
Начал заниматься кёрлингом в 1967, в возрасте 9 лет.
Единственный кёрлингист, попавший в список «50 лучших спортсменов XX века в каждом штате США» (англ. Top 50 Athletes of the Century) в журнале Sports Illustrated (Северная Дакота, №25).